# 张榕明
张榕明（1944年6月—），女，浙江宁波人，中华人民共和国政治人物，原副国级领导人，高级工程师。曾任中国民主建国会中央委员会第一副主席，第十届、第十一届全国政协副主席。

## 生平
1961年至1966年就读于北京工学院（今北京理工大学）无线电系无线电技术专业（5年制），获学士学位。1966年至1968年留校。
1968年至1969年，在辽宁省辽阳市科学试验厂工作，担任技师。1969年至1981年，先后在辽宁精密元件厂和辽宁省辽阳市电子仪表厂工作，担任技师。1981年至1983年，在辽宁省辽阳市电子仪表厂工作，先后担任副厂长、厂长。1983年至1984年，在辽宁省辽阳市电子工业公司工作，担任公司副经理。
1984年至1985年，进入地方政府工作，担任辽宁省辽阳市文圣区副区长。1985年至1993年，任辽阳市人民政府副市长。1993年至1997年，任辽宁省人民政府副省长。
1996年3月至1996年5月，在中央党校省部级干部进修班培训。
1997年至2001年，任中国民主建国会中央委员会副主席，辽宁省副省长。
1999年，出任中华职业教育社副理事长。
2001年至2003年，任中国民主建国会中央专职副主席。2003年至2008年，任中国民主建国会中央常务副主席。2007年任中国民主建国会中央第一副主席。2007年12月，中国民主建国会第九次全体代表大会在北京举行。12月20日，大会选举产生新一届中央委员会，他当选为第一副主席。2003年至2008年兼任中华全国总工会副主席。
2005年至2008年任中国人民政治协商会议第十届全国委员会副主席。2008年至2013年任中国人民政治协商会议第十一届全国委员会副主席。2009年8月，中华职业教育社第十次全国代表大会召开，他出任中华职业教育社第十届理事会理事长。